# Родниковая улица (Ижевск)
Роднико́вая улица — относительно небольшая улица в Октябрьском районе Ижевска. Проходит от улицы Кирова до Северного переулка.

## География
С востока улица ограничена руслом Подборенки. Нумерация домов ведётся с юга на север, от улицы Кирова.

## История
Улица известна с XX века. Годом образования считается 1925 год. Название связывают с родниками, бьющими поблизости.
До выделения в отдельную улицу была частью улицы Милиционной.

## Примечательные здания и сооружения
Дома № 56, 62 и 64 нестандартной формы в виде «змейки». Их строили для рабочих, но часть квартир горисполком отдал художникам и архитекторам вместе с творческими мастерскими, которые располагаются в мансардах некоторых подъездов. Решение встроить в дома мансарды для художников принадлежало Борису Владимировичу Шишкину — председателю ижевского горисполкома с 1969 по 1980 год. В 1978 году в одной из мастерских был с гостевым визитом В. С. Высоцкий.
Также в одной из мастерских дома № 56 в начале 1980-х художник Алексей Холмогоров писал портрет Михаила Тимофеевича Калашникова.

## Галерея

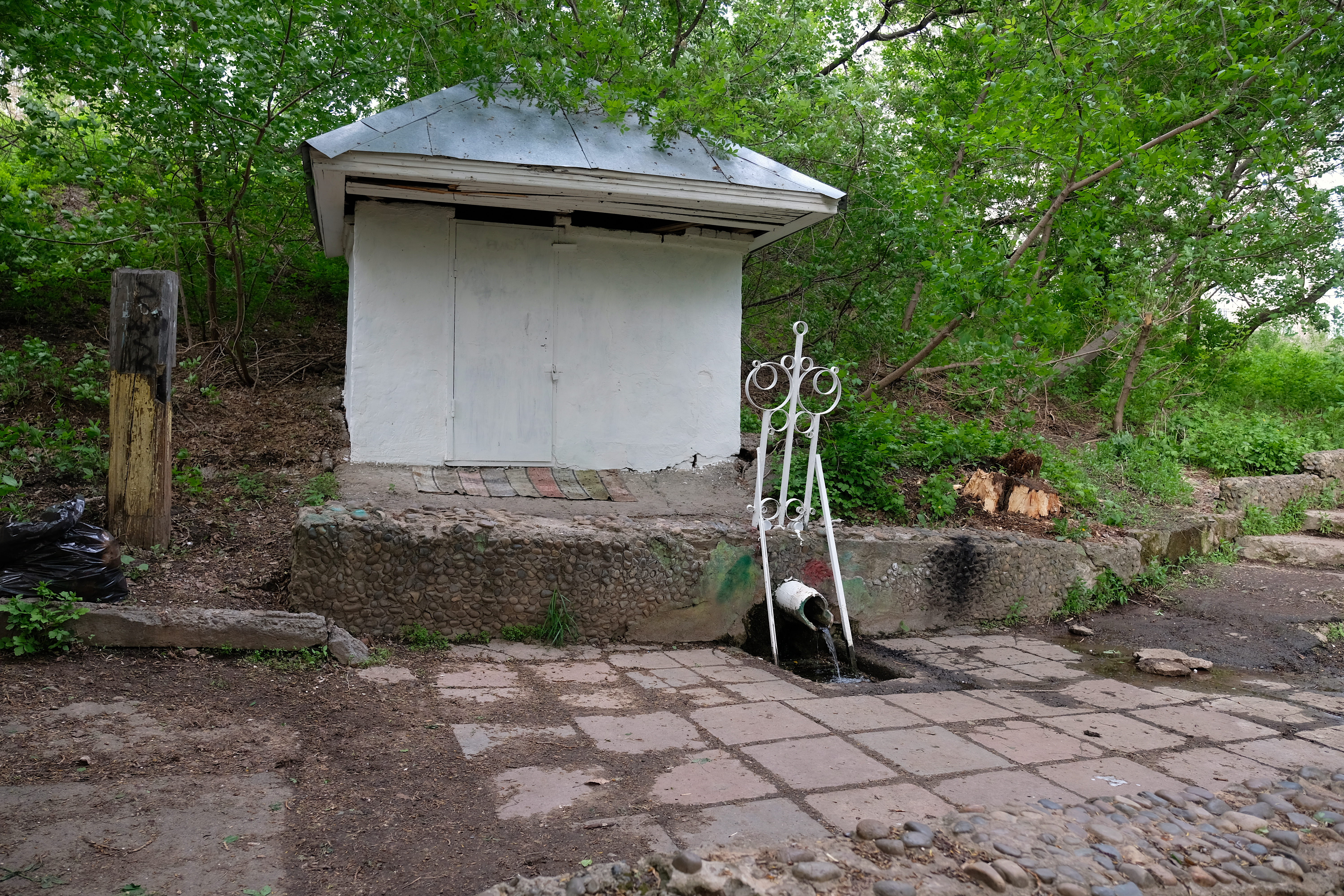
Сохранившийся родник на улице
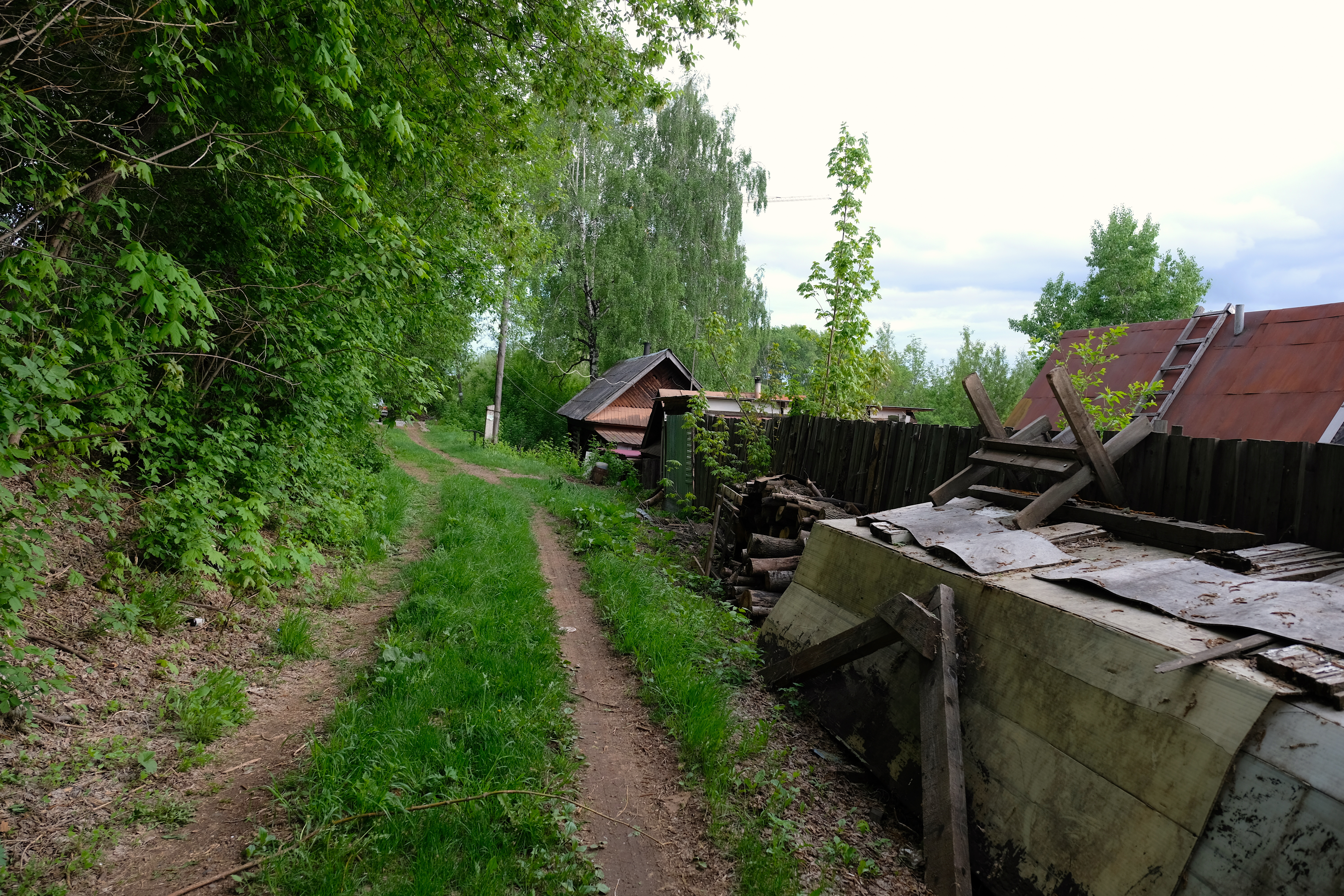
Жилые постройки
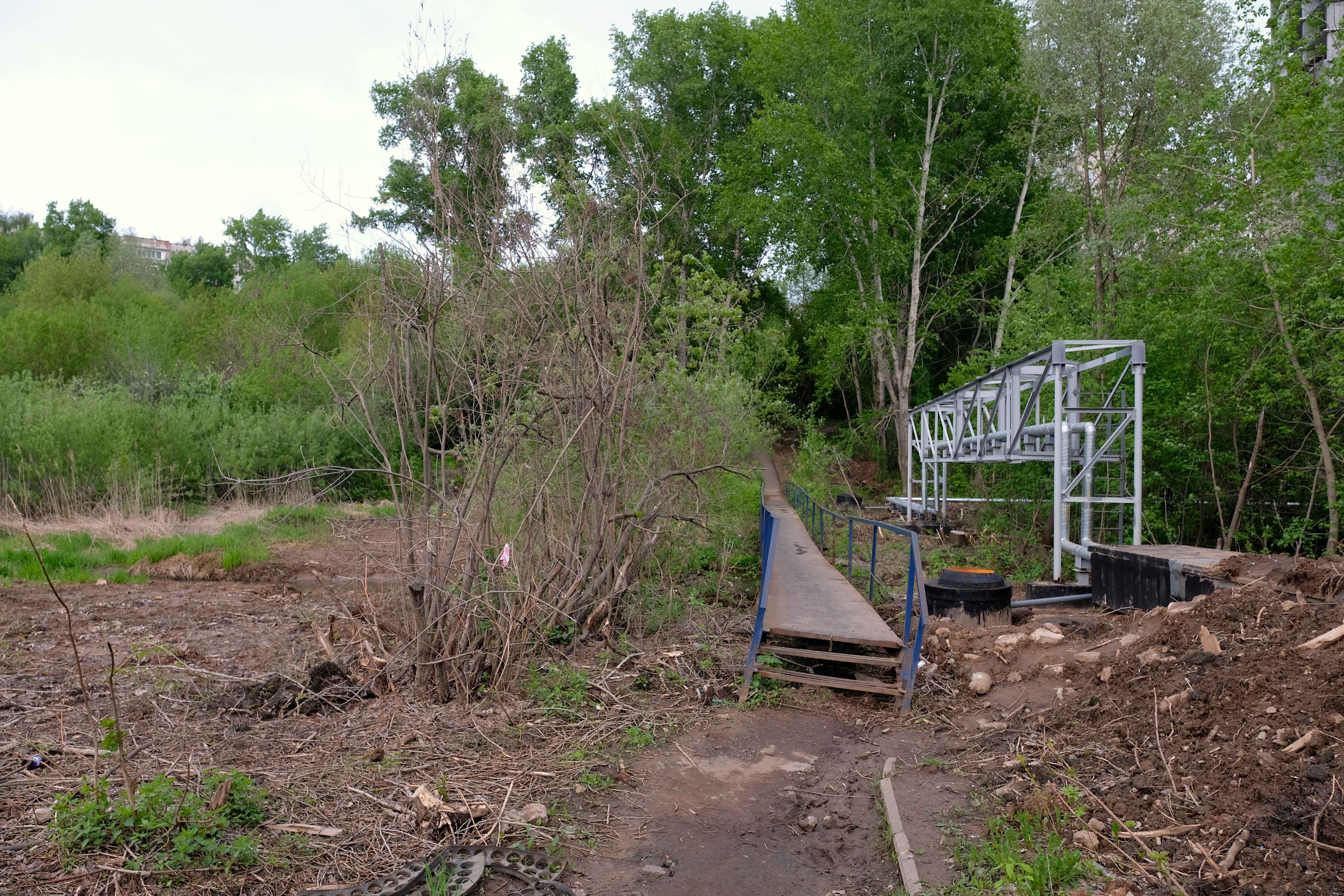
Пешеходный мост через Подборенку в районе ул. Родниковой